# Euphyia angustifasciata
Euphyia angustifasciata là một loài bướm đêm trong họ Geometridae.